# Holly Hibbott
Holly Hibbott (Southport, 13 dicembre 1999) è una nuotatrice britannica.

## Palmarès
- Europei

Glasgow 2018: oro nella 4x200m sl, bronzo nei 400m sl e nella 4x200m sl mista.
Budapest 2020: oro nella 4x200m sl.
Roma 2022: argento nella 4x200m sl.
- Giochi europei

Baku 2015: oro negli 800m sl e bronzo nella 4x200m sl.
- Giochi del Commonwealth

Gold Coast 2018: argento nei 400m sl e bronzo nella 4x200m sl.
- Mondiali giovanili

Singapore 2015: bronzo negli 800m sl.
- Europei giovanili

Dordrecht 2014: argento negli 800m sl.
Hódmezővásárhely 2016: argento nei 400m sl e nella 4x200m sl, bronzo nella 4x100m sl.
- Festival olimpico della gioventù europea

Utrecht 2013: argento nei 200m sl e negli 800m sl.

## International Swimming League
| Stagione 2019 | Stagione 2020 | Stagione 2021   |
| ------------- | ------------- | --------------- |
| London Roar   | London Roar   | Aqua Centurions |